# NGC 3883
NGC 3883 је спирална галаксија у сазвежђу Лав која се налази на NGC листи објеката дубоког неба.
Деклинација објекта је + 20° 40' 33" а ректасцензија 11h 46m 47,1s. Привидна величина (магнитуда) објекта NGC 3883 износи 12,6 а фотографска магнитуда 13,4. NGC 3883 је још познат и под ознакама UGC 6754, MCG 4-28-53, CGCG 127-54, NPM1G +20.0286, PGC 36740.